# Bristow (Virginia)
Bristow è un'area non incorporata della Contea di Prince William, nello stato della Virginia, negli Stati Uniti d'America. Nel 2014 contava 29.346 abitanti, con un incremento del 287% dal 2000. Secondo i dati del censimento del 2000 vi vivevano 8.910 persone.

## Infrastrutture e trasporti
La città è servita dal servizio ferroviario suburbano Virginia Railway Express.